# The Coming of the Law
The Coming of the Law è un film muto del 1919 diretto da Arthur Rosson. La sceneggiatura si basa sul romanzo The Coming of the Law di Charles Alden Seltzer, pubblicato per la prima volta a New York in edizione rilegata dalla Outing Publishing Company nel 1912.

## Trama
Al suo arrivo a Dry Bottom, nel Nuovo Messico, Kent Hollis, uno che viene dall'Est, affronta un boss locale e, quindi, decide di stabilirsi in città dove vuole riportare la legge e l'ordine. Va a finire che si batte con gli uomini di Big Bill, una banda di ladri di bestiame. Ferito, Kent viene curato da Nellie Hazelton. Concupita da Big Bill, la ragazza diventa un nuovo motivo per il fuorilegge per voler far fuori il rivale. Alla resa dei conti, Kent - dopo aver vinto le elezioni ed essere diventato sceriffo - batte anche Big Bill, conquistando definitivamente l'amore di Nellie e riportando l'ordine in città.

## Produzione
Il film fu prodotto dalla Fox Film Corporation.

## Distribuzione
Distribuito dalla Fox Film Corporation e presentato da William Fox, il film uscì nelle sale cinematografiche statunitensi l'11 maggio 1919.